# Операција Кугелблиц
Операција „Кугелблиц” (  — „кугличаста муња”) представља најамбициознију и по употребљеним снагама најкрупнију из низа упоредо предузетих операција које је спровела немачка Друга оклопна армија против јединица НОВЈ и слободне територије у децембру 1943. године. Овај низ просторно и временски повезаних операција познат је у југословенској историографији као Шеста непријатељска офанзива.
Операција је трајала од 4. до 16. децембра 1943. и захватила је широки простор Рашке области и источне Босне. Циљ операције било је наношење удараца, опкољавање и уништење јединица Другог и Трећег корпуса НОВЈ које су деловале на том простору.
Немачке снаге успеле су да задају ударце и нанесу значајне губитке неким јединицама Друге пролетерске и Пете крајишке дивизије и успеле су да овладају градовима и комуникацијама у овој области, али нису успеле у основној намери да их разбију и униште. Стога је њихов успех био краткотрајан, а јединице НОВЈ су након деконцентрације немачких снага крајем децембра 1943. и у јануару 1944. поново овладале већим делом ове територије.

## Преглед стања пред операцију
Снаге НОВЈ искористиле су војничке последице проблема пред које је немачку команду ставила капитулација Италије 8. септембра 1943. Овај догађај изазвао је такође и талас борбеног ентузијазма у народу, што је довело до масовног прилива нових бораца у јединице НОВЈ.
Крајем септембра и почетком октобра јединице Друге пролетерске дивизије разбиле су локалне снаге четника и муслиманске милиције у Санџаку и северној Црној Гори, принудивши италијанске јединице да пређу на њихову страну. Тако је настала пространа слободна територија која је укључивала Фочу, Пљевља, Пријепоље, Нову Варош, Беране, Бијело Поље и Андријевицу.
У том периоду јединице новооснованог Трећег корпуса НОВЈ успешно су окончале Прву тузланску операцију против снага НДХ и Немаца. Операција је окончана поседањем Тузле, Зворника, Бијељине, Босанског Шамца, Градачца и већег броја мањих места.
У истом периоду Михаиловић је извршио концентрацију својих снага и отпочео наступање из Србије у источну Босну. Снаге ЈВуО су потисле немачко-домобранске снаге, запоселе Вишеград и наставиле наступање према Рогатици. На овај продор Врховни штаб НОВЈ реаговао је ангажовањем Пете крајишке дивизије из централне Босне која је потисла четнике, запосела Вишеград и Прибој и наставила притисак према Ужицу.
На тај начин створена је пространа и повезана слободна територија под контролом НОВЈ од реке Саве до Проклетија. У тој области попуњаване су јединице и настајале нове, настали су органи власти и вршена је пропаганда у народу.
За немачке снаге на Балкану ова слободна територија представљала је битан проблем због своје величине, притиска који су јединице са те територије вршиле на саобраћај у долини Босне, као и због опасности да послужи као основица за продор у правцу Јадрана и у правцу виталних саобраћајница у долини Мораве. Услед недостатка расположивих снага, током новембра 1943. године Немци су били у стању да предузму само једну ограничену операцију којом су овладали Зворником и Тузлом (11. новембра), ради стварања повољније операцијске основице. Сабирање снага за обухватну операцију окончано је првих дана децембра 1943. године.

## План операције и употребљене снаге
Команда Југоистока ставила је V СС корпусу за ову операцију на располагање, поред његове две дивизије, још две комплетне немачке дивизије, четири самостална пука и једну бугарску дивизију.
Општа замисао операције била је: да делови 369. легионарске дивизије, 1. ловачки резервни и 92. моторизовани пук из Сарајева, делови 187. резервне пешадијске дивизије и 901. моторизованог наставног пука из Тузле и Зворника и делови бугарске 24. дивизије, са простора Ужице — Златибор — Кремна, брзо продирући, запоседну запречну линију Сарајево — Хан Пијесак — Власеница — Сребреница — Дрина и окруже јединице 3. корпуса на просторији Соколац — Власеница — Сребреница. За то време, 1. брдска дивизија и 2. пук „Бранденбург” са простора Сјенице и 7. СС дивизија с линије Гацко — Невесиње, надирући широким фронтом с југоистока и југа, имале су задатак да на својим нападним правцима разбију јединице НОВЈ и одбаце их северно од линије Вишеград — Пале, у котао омеђен поменутом запречном линијом, и ту приступе уништењу окружених снага — 2, 5, 17. и 27. дивизије.
Операција је добила кодно име „Кугелблиц”, односно „лоптаста муња”. Почетак је предвиђен за 4. децембар 1943. године у 5:00 ујутро.

## Ток операције

### Пријепољска битка
Почетком новембра 1943. 1. брдска дивизија концентрисана је у области Сјенице ради учешћа у операцији Кугелблиц. Током новембра у више наврата њене борбене групе предузимале су испаде и насилна извиђања према слободној територији. Најзначајнији од њих био је удар 14/15. новембра низ долину Милешевке и према Бродареву. Немачке јединице су током тог напада натерале на повлачење батаљоне 3. санџачке бригаде наневши им губитке и заузевши Бродарево, али су се пред противнападом повукле.
Оценивши озбиљном опасност од немачке концентрације и врло неповољног односа снага на линији Сјеница — Пријепоље, Штаб Друге пролетерске дивизије предложио је да своје снаге повуче на леву обалу Лима и да припреми одбрану по дубини, али је штаб Корпуса одбацио овај предлог и наредио активна дејства на десној обали Лима упркос опасности од опкољавања. Тако су се почетком децембра на десној страни Лима у непосредној околини Пријепоља налазила два батаљона Друге пролетерске бригаде. У самом граду налазила се Прва шумадијска бригада НОВЈ која је после напорног марша стигла 26. новембра, и била је смештена у згради болнице на десној обали Лима ради одмора.

#### Основни проблем напада
Почетак напада одређен је 4. новембар. Немачка команда пажљиво је анализирала распоред и дејства снага НОВЈ. Друга пролетерска дивизија имала је 3 батаљона са десне стране Лима. Ови батаљони имали су добар положај у односу на комуникације и у случају јачег напада, могли су послужити као задржавајућа одбрана. Тиме би се добило време за организовање главне линије одбране на Лиму и даље по дубини.
Основну препреку за немачко наступање, као и значајан ослонац одбране НОВЈ, представљала је река Лим. Штаб Прве брдске дивизије имао је под својом командом и 2. пук Бранденбург, специјалну командоску јединицу. Стога је направио смео и креативан план напада. Уместо уобичајено примењиваног снажног удара по предњим положајима противника, уз помоћ штаба пука Бранденбург разрађен је план по којем је главни циљ напада, мост на Лиму у Пријепољу, требало да буде освојен командоском акцијом непосредно пре почетка главног напада.

#### Решење проблема
Дана 4. децембра пре зоре групе маскираних немачких командоса из 2. пука „Бранденбург” су, према плану, уз помоћ водича из муслиманске милиције, успели да заобиђу положаје Чачанског батаљона Друге пролетерске бригаде. Успевши да остану непримећени, ушли су у Пријепоље, хладним оружјем ликвидирали стражу на мосту и заузели мост на Лиму. Делови пука су истовремено, након успешног прикрадања, мањим интервенцијама против партизанских делова успели да створе уже обезбеђење пута који низ реку Милешевку води у Пријепоље. На тај начин, Немци су били у стању да напад, уместо ломљењем спољашње одбране, напад започну маршевским упадом оклопно-моторизованих делова 1. брдске дивизије у Пријепоље. Још пре него што је одбрана активирана, Немци су успели да са масом снага пређу Лим. Јединица која је требало да буде ослонац одбране, Прва шумадијска бригада, затечена је потпуно неразвијена за борбу, у свом преноћишту, у болници са леве стране Лима.
На тај начин, Немци су још пре правог отварања борбе, успели да освоје доминантне позиције. Кључни и најделикатнији циљ напада, мост на Лиму у Пријепољу, освојен је препадом и задржан у својим рукама правовременим развојем напада. На тај начин, главна природна предност одбране НОВЈ — река Лим — претворена је у њихов главни проблем. Три батаљона су на самом почетку остала изолована и опкољена на десној страни Лима, а главна линија одбране, која је сувише зависила од њихове правовремене реакције, није уопште активирана и развијена.

#### Наставак борбе у Пријепољу
На тај начин су јединице НОВЈ биле принуђене да прихвате борбу у веома подређеном положају. Снаге у Пријепољу биле су приковане за положај и тучене премоћном концентрисаном ватром из бројних тешких оруђа, а батаљони са десне стране Лима под сложеним условима пробијали су се према Лиму. Њихов целодневни огорчени отпор ипак је задржао наступање Немаца, тако да су немачке моторизоване колоне биле у могућности да наставе наступање према Пљевљима тек сутрадан, 5. децембра. У сумрак и након пада мрака блокиране јединице НОВЈ из Пријепоље кренуле у пробој по групама. Приликом одбране и пробоја претрпеле су врло тешке губитке.
Ово је била једна од примерно изведених и најуспешнијих немачких тактичких акција током рата у Југославији, Командант батаљона бранденбуржана који је заузео мост, капетан Конрад Штајдл, за ову акцију одликован је витешким крстом.
У току само једног дана, 4. децембра, јединице Друге пролетерске дивизије имале су 395 погинулих и 13 заробљених.

### Учешће италијанских јединица на страни НОВЈ
Пред почетак операције Штаб Другог ударног корпуса вршио је реорганизацију италијанске дивизије „Венеција”, као и делова дивизије „Тауринензе” који су прешли на страну НОВЈ (укупно око 11.000 Италијана). Од мањих делова ових дивизија који су изразили спремност да продуже борбу против Немаца, формирао је првих дана децембра италијанску партизанску дивизију „Гарибалди”. Од око две трећине припадника ових дивизија који су изјављивали да не могу да се боре, направило је 11 радних батаљона. На том задатку употребио је и Другу далматинску бригаду, коју је пребацио из долине Лима у ширу околину Пљеваља и Чајнича.
Ове јединице представљале су током операције додатно оптерећење за снаге НОВЈ, будући да нису имале борбену вредност, а захтевале су ангажовање око евакуације и снабдевања.

### Наставак операције
Главна колона Прве брдске дивизије наставила је наступање и 5. децембра послеподне продрла у Пљевља, одбацивши слабије делове Друге пролетерске и Друге далматинске бригаде. Услед наглог продора Немаца, позадински органи нису успели да у потпуности евакуишу складишта хране и материјала из Пљеваља, па је један део уништен, а део је заплењен од стране Немаца.
Помоћна колона Прве брдске дивизије наступала је правцем Сјеница — Бродарево. Потискујући Трећу санџачку бригаду у току 4. децембра овладала је Бродаревом, одакле је наставила наступање делом снага према Бијелом Пољу, у које је ушла 6. децембра, а делом према путу Пљевља — Ђурђевића Тара.
Главнина Друге пролетерске дивизије пребацила се на леву обалу реке Ћехотине, нашавши се тако изван захвата операције. Ту је водила борбу са левом колоном Прве брдске дивизије, а по пристизању Четврте и Шесте црногорске бригаде, уз њихову помоћ поново овладала Бијелим Пољем и до 10. децембра избила пред Бродарево.
Главнина Прве брдске дивизије у складу са операцијским задатком оријентисала се према Чајничу. На том правцу налазио се само један батаљон Друге пролетерске, па је 3. батаљон 98. пука 1. брдске дивизије 6. децембра ушао у Чајниче и продужио ка одсеку Устипрача — Горажде, где је ступио у везу са 7. СС дивизијом. На тај начин је Прва брдска дивизија угрозила позадину Пете крајишке дивизије. Истог дана, 5. дивизија одбила је све нападе 1. батаљона 99. пука 1. брдске дивизије, који је наступао низ Лим ка Прибоју. Тиме се очигледно испољила намера 1. брдске дивизије ка крилном обухвату 5. дивизије.
Врховни штаб је на основу заплењене немачке заповести открио немачке намере, па је наложио Петој дивизији да изманеврише немачки притисак и задржи се у западној Србији и Санџаку. Дивизија је, међутим, да би избегла обухват, била принуђена да се под борбом повуче из долине Лима и Увца ка Вишеграду, где је 9. и ноћу 9/10. децембра прешла Дрину, порушила мост и задржала се на просторима Рогатица — Сјемећ — Сјеверско, поступивши на тај начин у складу са немачким предвиђањима. Истовремено је, по наређењу Врховног штаба, на ову просторију пристигла из Србије и Прва јужноморавска бригада, која је ушла у састав Пета дивизије, а такође јој се прикључио и батаљон Друге пролетерске. Овде је Пета дивизија ступила у везу са 27. дивизијом, која се налазила на просторији Соколовићи — Добрашина — Сјеверско.
По пристизању у околину Рогатице, Пета дивизија стављена је под команду Трећег корпуса, који је наредио њено ангажовање на правцу Сребреница — Зворник.

#### Учешће четника
Током ове операције четници су се борили под немачком тактичком командом и наступали као борбене групе у саставу немачких групација. У радио-извештају Команде Југоистока Врховној команди оружаних снага од 14. децембра 1943, у саставу 1. брдске дивизије, након борбене групе Ремолд, даје сe и позиција борбене групе Лукачевић (Милешевског корпуса ЈВуО).
У другом извештају од истог дана, поред борбене групе Лукачевић у саставу фронта 1. брдске дивизије, у делу о фронту Војноуправног заповедника Србије наводи се како три батаљона 24. бугарске дивизије заједно са борбеном групом Ајдачић (Црногорска бригада Пожешког корпуса ЈВуО под командом Филипа Ајдачићa) наступају према Дрини.
Немци су били задовољни борбеним држањем и учинком четника, па је пуковник Ремолд из Прве брдске дивизије специјалном наредбом похвалио мајора Лукачевића.

### Ток операције на северном оперативном простору
Делови 187. резервне дивизије и 901. моторизовани пук отпочели су 3. децембра наступање у правцу Кладња и Бирча у три колоне:
- десна колона друмом Тузла — Живинице — Кладањ,
- средња, главна колона (са 25 тенкова у свом саставу) правцем Цапарде — Шековићи — Власеница,
- лева колона (ојачана са 11 тенкова) друмом Зворник — Нова Касаба — Власеница.

Ове снаге требало је да поседну северни део запречне линије (од Власенице до Дрине) и не дозволе пробој јединица 3. корпуса ка северу. Пошто су те правце затварале недовољне снаге (18. хрватска бригада 17. дивизије и 19. бирчанска бригада 27. дивизије), Немци су, без већег отпора, брзо избили у Кладањ и Шековиће. Да би га задржао, штаб 3. корпуса наредио је 17. дивизији да се помери на север, упућујући 15. мајевичку бригаду ка Кладњу, а 6. пролетерску бригаду преко Власенице ка Шековићима. Њене дотадашње положаје требало је да преузме 27. дивизија, због чега је 16. муслиманска бригада 17. дивизије задржана на Романији до пристизања 17. мајевичке бригаде 27. дивизије, а затим је и она кренула ка Власеници.
Пошто је 5. децембра неуспешно напала немачке снаге у Кладњу, 15. бригада се са 18. и 16. бригадом, која је убрзо пристигла, задржала у околини Кладња.
До жестоких борби дошло је у околини Бетња, на правцу Шековићи — Власеница. У боју на Бетњу, еластичном одбраном и енергичним добро организованим противнападима, 6. пролетерска бригада и делови 15. бригаде успели су да до 9. децембра задрже средњу нападну колону. У овим борбама ове две бригаде су, уз властите губитке од 89 бораца, избациле из строја 297 Немаца.
У међувремену је лева колона одбацила 1. батаљон 19. бирчанске бригаде и са правца Нове Касабе избила у Власеницу, а затим пошла у сусрет средњој колони, прихватила је у долини Дрињаче и тиме јој омогућила продор ка Власеници.
Наредних дана је 17. дивизија ослободила Кладањ и Живинице и избила у долину Спрече. Тако се нашла изван непријатељске запречне линије и избегла окружење.
За то време су јединице 27. дивизије извршиле марш преко Јахорине у циљу смене 17. дивизије на Романији.

### Ток операције на западном и јужном оперативном простору
Делови 369. легионарске дивизије, ојачани 1. резервним ловачким и 92. моторизованим пуком, наступили су 6. децембра из рејона Сарајева у две колоне:
- десна друмом Сарајево — Соколац,
- лева правцем Висовица — Костреша — Соколац.

Задатак је ових снага био да брзим продором, обухватајући 27. дивизију, поседну северозападни део запречне линије (Сарајево — Власеница). Седамнаеста бригада и Романијски одред, пошто нису били у стању да се супротставе тако јаким снагама, повукли су се ка истоку, у рејон Соколовића, где је убрзо пристигла и 2. крајишка бригада.
У току 9. децембра немачке јединице успеле су да избију на планом предвиђену запречну линију и да са северозапада и севера затвори обруч око 27. дивизије.
7. СС дивизија кренула је у наступање из Улога и Калиновика у правцу одсека Рогатица — Соколац. Прва брдска дивизија, чији је 99. пук наступао правцем Прибој — Вишеград, а 98. пук правцем Пљевља — Горажде — Рогатица, избила је 13. децембра на линију северно од друма Вишеград — Рогатица. Она је на десном крилу одржавала везу са деловима бугарске 24. дивизије, а на левом с јединицама 7. СС дивизије, која је — не наилазећи на отпор у наступању из северне Херцеговине преко планинских масива Зеленгоре и Јахорине, избила 13. децембра, на линију северно од друма Рогатица — Соколац. Избијањем обеју дивизија северно од саобраћајнице Вишеград — Соколац, обруч је затворен и с југа. На тај начин 5. и 27. дивизија НОВЈ нашле су се у немачком обручу.

### Пробој 5. и 27. дивизије НОВЈ из окружења
На основу прикупљених података о наступању 1. брдске и 7. СС дивизије, Штаб 3. корпуса одлучио је да дисперзијом снага онемогући непријатељску концентрацију. 27. дивизија усмерена је на пробој из окружења преко саобраћајнице Соколац — Власеница и офанзивно дејство ка рудницима Варешу и Брези; док се 5. дивизија, у смислу директиве Врховног штаба, усмерила ка Сребреници, одакле би се, при евентуалном јачем непријатељском притиску, пребацила на десну обалу Дрине.
У духу добијеног задатка, 27. дивизија је у току 13. децембра извршила припрему јединица за пробој. Извиђањем је установљен жив саобраћај на путу Соколац — Хан Пијесак, на који се ослањао северозападни део немачке запречне линије. Ноћу 13/14. децембра 27. дивизија је извршила пробој преко комуникације, на одсеку Краљева гора — Хан Крам, сломивши отпор делова 482. пука 187. дивизије у околини Краљевог поља. Следећих дана она се оријентисала ка Варешу и Брези. Неки њени делови (2. батаљон 17. мајевичке и 4. батаљон 2. крајишке бригаде) нису успели да изврше пробој, већ су се придружили 5. дивизији.
Пета крајишка дивизија се нашла у тешкој ситуацији. Будући да су заказале везе са 27. дивизијом и са штабом Трећег корпуса, морала се ослонити само на властите обавештајне податке. Преко извиђачких делова упућених ка Сребреници и Власеници установљене су јаче снаге 187. резервне дивизије и 901. моторизованог пука на северним падинама Јавора и доминирајућим висовима поред пута, док је самим путем саобраћај био врло жив; у Сребреници је примећена јача концентрација немачких јединица, а на запречна густина на саобраћајници Соколац — Власеница је после пробоја 27. дивизије повећана.
Без података о наступању Прве брдске дивизије и 7. СС дивизије са југа, Штаб Пете дивизије определио се у том тренутку најгору могућу варијанту. Ноћу између 14. и 15. децембра 5. дивизија је у три колоне кренула на југ, према саобраћајници Подроманија — Рогатица, право у сусрет немачким колонама у наступању.
Дана 15. децембра ујутро, након преласка преко планине Деветак, у области Соколовићи — Сјеверско дошло је до сусрета са наступајућим колонама Прве брдске дивизије. Неко време колоне Немаца и НОВЈ кретале су се паралелно у супротним смеровима, узајамно несвесне присуства противника. Тако је на крају дошло до готово тренутног распламсавања сусретне борбе код скоро свих јединица. Обе стране директно су се из маршевског развиле бочно у борбени поредак. Будући да се радило о искусним јединицама НОВЈ, успешно су приковале немачке јединице на положаје, не дозволивши им напредовање. Током целог дана вођена је исцрпљујућа борба по дубоком снегу, при чему су јединице НОВЈ услед знатно веће ватрене моћи Немаца трпеле знатне губитке.
По паду мрака Прва крајишка бригада се прикупила и јуришем пробила немачке положаје, отворивши осталим јединицама пут за извлачење. Дивизија се оријентисала преко пута Хан Пијесак — Соколац у северозападном правцу, а затим према Кладњу. Приликом пробоја преко саобраћајнице под ватром дошло је до извесног метежа и мешања борбених делова са коморама, што је довело до повећања губитака.
Пробојем Пете дивизије из окружења окончана је операција „Кугелблиц”. Непосредно након ње уследила је операција „Шнештурм”, односно „снежна олуја”, у великој мери са истим учесницима.

## Резултати операције
Веома прилагођавајући своју тактику партизанском начину борбе, немачке снаге успеле су да нанесу тешке губитке 2. и 5. дивизији. Током две недеље колико је трајала операција Немци су успели да прокрстаре простором између Тузле, Сарајева и Сјенице. Међутим, ови успеси имали су привремен значај. Јединице НОВЈ стекле су ратно искуство и чврстину, тако да их није било могуће разбити. Применом маневра оне су избегавале одлучне ударце и забацивале се у позадину противничког распореда, где су нападале мање јединице и постаје и обнављале слободну територију. Пета крајишка дивизија је тако након две узастопне немачке операције већ у првој половини јануара 1944. године поново заузела Фочу, Чајниче, Горажде, Миљевину и Калиновик и успоставила пространу слободну територију.

### Контроверзе око Пријепољске битке
За тежак пораз Друге пролетерске дивизије у Пријепољу један део заслуга треба приписати изванредној организацији, прилагодљивости и дисциплини Немаца, док други део узрока чине слабости и пропусти у организацији, обавештајној и извиђачкој активности и командовању у јединицама НОВЈ. Небудност јединица, лоше обезбеђење важних објекта, слаба организација одбране по дубини очигледни су пропусти штабова од нивоа батаљона па навише.
Одлуком Врховног штаба 2. јануара 1944. године због пораза у Пријепољској бици смењен је цео штаб Друге пролетерске дивизије на челу са командантом Љубодрагом Ђурићем, и постављен нови на челу са командантом Љубом Вучковићем. Основана је комисија која је требало да спроведе истрагу и утврди одговорност, а пуковник Ђурић стављен је на располагање Главном штабу за Србију.
Љубодраг Ђурић сматрао је да је кривица неправедно приписана њему. У својој мемоарској књизи под насловом „Сећања на људе и догађаје” (Рад, Београд 1989) Ђурић је изнео своју аргументацију којом део кривице приписује штабу Другог корпуса и команданту Дапчевићу.